# Бьянко, Бонни
Бо́нни Бья́нко (англ. Bonnie Bianco) — американская певица и актриса. Полное имя — Лори Линн Бьянко (англ. Lory Lynn Bianco). Родилась 19 августа 1963 года.

## Биография
Впервые начала петь в возрасте 10 лет. В детстве вместе с сестрой Холли выступала в дуэте «Бьянко систерс». Они пели и танцевали на различных концертах и мероприятиях. Их дуэт записал свои первые песни «Give Me A Minute» и «Long long time» в 1978 году. Однако дуэт распался, поскольку Холли Бьянко посвятила себя религии.
Итальянские продюсеры Гвидо и Маурицио Де Анжелис в 1980 году пригласили Лори Бьянко в Италию, где она под псевдонимом Бонни Бьянко имела большой успех.
В 1982 году Бонни Бьянко снялась в роли Синди в фильме Роберто Маленотти «Золушка 80» вместе с французским актёром Пьером Коссо. Фильм получил большую популярность у молодёжной аудитории.
В 1983—1985 годах Бьянко принимала участие на итальянском телевидении в шоу-сериале режиссёра Антонелло Фальки «Al Paradise». Благодаря показу этого сериала в Германии Бонни стала популярна и у немцев. Бьянко стала известна и в других странах Европы, её песни занимали первые строчки также в хит-парадах Германии, Австрии и Швейцарии.
Бонни исполнила роль Никки Фостер в фильме Джино Бортолони «Molly `O» (1986 г.). Успеха фильм не имел, и Бонни с тех пор полностью посвятила себя эстрадной деятельности. С 1987 года она выступает под своим настоящим именем — Лори Бьянко.
Всего Бьянко выпустила более 20 альбомов в Европе и США, одно время записывала религиозную музыку, но впоследствии вернулась к популярной.

## Семья
Никогда не была замужем. Детей нет.

## Дискография

### Альбомы
- 1982 Bonnie Bianco (Италия-Германия, 1983)
- 1983 Cenerentola ' 80 (Италия)
- 1984 Al Paradise EP (Италия)
- 1985 Un’Americana a Roma (Италия-Германия)
- 1985 Molly ´O (Италия)
- 1987 Cinderella ´87
- 1987 Un `Americana A Roma (Германия)
- 1987 Stay
- 1987 Rhapsody
- 1987 Just Me
- 1988 Too Young
- 1988 True Love, Lory
- 1989 True Love
- 1990 Lonely Is The Night
- 1993 Miss you So — The Very Best Of
- 1993 Un `Americana A Roma
- 1993 Stay — The Very Best Of
- 1993 You’re The One
- 1996 Lonely Is The Night
- 2001 On My Own… But Never Alone
- 2003 The Deluxe Edition (двойной CD)
- 2007 Best of — Incl. Spanish Mixes (двойной CD, включающий песни на испанском)
- 2012 Jesus Paid It All
- 2017 MY STAR (Bes of CD)
- 2019 MY STAR 2.0 (Best of CD)

### Синглы
- 1984 EP-Single «Al Paradise»
- 1987 Stay (with Pierre Cosso)
- 1987 My First Love
- 1987 Miss You So
- 1987 The Heart Is a Lonely Hunter
- 1988 When The Price Is Your Love
- 1989 Straight From Your Heart
- 1989 A Cry in the Night
- 1989 Hold On (выпущен только в Австралии)
- 1990 Heartbreaker
- 1990 Lonely Is The Night
- 1992 Talking Eyes
- 1993 Stay (ремикс)
- 2002 I Feel The Rhythm (промо-CD)